# Jan Bořil
Jan Bořil, född 11 januari 1991, är en tjeckisk fotbollsspelare som spelar för Slavia Prag. Han representerar även Tjeckiens landslag.

## Karriär
Den 7 januari 2016 värvades Bořil till Slavia Prag. Han debuterade för klubben i 1. česká fotbalová liga den 13 februari 2016 i en match mot Zbrojovka Brno.